# San Pedro (fängelse)

San Pedro eller El penal de San Pedro är ett fängelse i Bolivia och anses vara det tuffaste fängelset i Sydamerika.[källa behövs] Det är som ett eget litet samhälle. Man måste köpa allting själv inklusive sin egen cell. Där sker fyra till fem mord i månaden.[källa behövs] Fängelset speglar det bolivianska samhället där knarkkungar, bankirer och korrumperade politiker lever i lyx medan fattiga lever oerhört knapert.

## Kända fångar vid San Pedro
- Jonas Andersson från Kungälv åkte fast med lite över 2,8 kilo kokain januari 2002 och dömdes till åtta års fängelse. I rapporten stod det att Jonas hade åkt fast med 4,2 kilo kokain vilket han själv inte fick reda på förrän han suttit en längre tid i fängelset[källa behövs].
- Amado Pacheco, som försökte smuggla 4,2 ton rent kokain från Bolivia till Mexiko.[2]
- Carmelo "Meco" Dominguez, största knarkkungen i Bolivia under 1990-talet.
- Roberto Suárez Gómez, Bolivias största knarkkung genom tiderna. Han skröt ofta om att Alejandro Sosa (knarkkungen från filmen Scarface) skulle föreställa honom.